# Лютка повільна
Лютка повільна (Lestes barbarus) — вид бабок родини люток (Lestidae).

## Поширення
Вид поширений в Європі, Північній Африці та Азії від Іспанії та Великої Британії на схід до Індії та Монголії. В Україні поширений на всій території.

## Опис
Бабки з тонким подовженим тілом, блискучого зеленкувато-металевого забарвлення. Тіло завдовжки до 45 мм, розмах крил до 35 мм. У спокої тримають крила відкритими. Птеростигма двоколірна, коричнево-біла. Маска у личинок ложкоподібна.